# Heteromicta
Heteromicta is een geslacht van vlinders van de familie snuitmotten (Pyralidae), uit de onderfamilie Galleriinae.

## Soorten
- H. alypeta Turner, 1911
- H. crypsimera Lower, 1907
- H. leptochlora Turner, 1913
- H. nigricostella Hampson, 1901
- H. ochraceella Hampson, 1901
- H. pachytera (Meyrick, 1880)
- H. poeodes Turner, 1905
- H. poliostola Turner, 1904
- H. sordidella (Walker, 1866)
- H. tripartitella (Meyrick, 1880)
- H. xuthoptera Turner, 1937